# Penacova
Penacova (pɨnɐ'kɔvɐ) è un comune portoghese di 16 725 abitanti situato nel distretto di Coimbra.

## Società

### Evoluzione demografica
| Popolazione di Penacova (1801 – 2004) | Popolazione di Penacova (1801 – 2004) | Popolazione di Penacova (1801 – 2004) | Popolazione di Penacova (1801 – 2004) | Popolazione di Penacova (1801 – 2004) | Popolazione di Penacova (1801 – 2004) | Popolazione di Penacova (1801 – 2004) | Popolazione di Penacova (1801 – 2004) | Popolazione di Penacova (1801 – 2004) |
| ------------------------------------- | ------------------------------------- | ------------------------------------- | ------------------------------------- | ------------------------------------- | ------------------------------------- | ------------------------------------- | ------------------------------------- | ------------------------------------- |
| 1801                                  | 1849                                  | 1900                                  | 1930                                  | 1960                                  | 1981                                  | 1991                                  | 2001                                  | 2004                                  |
| 8 706                                 | 8 593                                 | 18 253                                | 16 964                                | 18 704                                | 17 351                                | 16 748                                | 16 725                                | 16 850                                |

## Freguesias
- Carvalho
- Figueira de Lorvão
- Friúmes e Paradela
- Lorvão
- Oliveira do Mondego e Travanca do Mondego
- Penacova
- São Pedro de Alva e São Paio do Mondego
- Sazes do Lorvão